# Sistema Toyota de Produção
O Sistema Toyota de Produção, também conhecido como Toyotismo,  é um sistema de produção desenvolvido pela Toyota entre 1947 e 1975, que aumenta a produtividade e a eficiência, evitando o desperdício sem criar estoque, como tempo de espera, superprodução, gargalos de transporte, inventário desnecessário, entre outros. Foi desenvolvido por Taiichi Ohno. O sistema integra o Lean Manufacturing, o Just-in-time, o Kanban e o Nivelamento de Produção ou Heijunka.
Os conceitos do Sistema Toyota de Produção, embora já fossem estudados há anos por vários pesquisadores da área de gestão de produção, foram analisados de forma detalhada pelo livro A máquina que mudou o mundo, escrito por Womack e Jones, que criaram a denominação "produção enxuta" (lean manufacturing).
O Sistema Toyota de Produção utiliza várias ferramentas e técnicas, como kanban, círculos de qualidade, QFD, células de trabalho ou de produção, entre outras.

## As Quatro Regras
O sistema de produção da Toyota é formado por quatro regras implícitas:
1. Todo trabalho deve ser altamente especificado no seu conteúdo, sequência, tempo e resultado.
2. Toda relação cliente-fornecedor (interno e externo) deve ser direta, com um canal definido e claro para enviar pedidos e receber respostas.
3. O fluxo de trabalho e processo para todos os produtos e serviços deve ser simples e direto.
4. Qualquer melhoria deve ser feita pelo método científico, sob a coordenação de um orientador e no nível mais baixo da organização.[3]

## Origem
por Adam Smith: Em 1759, Smith publicou seu primeiro trabalho, A Teoria dos Sentimentos Morais (The Theory of Moral Sentiments no original). Continuou a fazer grandes revisões do livro até à sua morte. Apesar de A Riqueza das Nações ser considerada como a obra mais influente de Smith, acredita-se que o próprio Smith considerasse a Teoria dos Sentimentos Morais uma obra superior.
O conceito de Lean Manufacturing é uma continuação do sistema de produção em massa, conhecido nos anos vinte como a “correia transportadora” do fabricante automotivo Ford. Taiichi Ohno e Eiji Toyoda, dois funcionários do fabricante automotivo Toyota no Japão, desenvolveram Lean Manufacturing após a Segunda Guerra Mundial.
Taiichi Ohno (1912-1990), Shingeo Shingo (1909-1990) e Eiji Toyoda (1913-2013) inicialmente desenvolveram o sistema entre 1948 e 1975, a medida que o sistema se espalhou pelo Japão até o Ocidente, o sistema foi adquirindo outros nomes; até 1970, a Toyota não tinha um nome específico para sua estratégia de produção.
Os fundadores da Toyota estudaram o trabalho de Deming o que constitui como fundamento do sistema Toyota e o roteiro da Ford, então quando visitaram os Estados Unidos para estudar a linha de montagem de produção em massa eles não se surpreenderam.
Em 1950, Eiji Toyoda e seus gerentes fizeram um tour de 12 semanas para estudar as indústrias americanas. Lá chegando, viram que havia muitas oportunidades, pois os EUA não tinham mudado muito desde a última visita, em 1930. Nas visitas que fizeram, puderam observar muitos equipamentos produzindo grandes lotes que eram levados aos armazéns, para depois de muito tempo, serem transferidos para outra grande máquina e assim por diante.
Viram que a produção era fundamentada em grandes lotes, com interrupções entre as etapas necessitando de uma grande quantidade de material e estoque em processo. Observaram a existência de equipamentos caros e o fascínio pela redução do custo por peça, com os funcionários trabalhando para manter os equipamentos ocupados. Coisa semelhante ao que ocorre nas fábricas aonde a meta, é o OEE, esquecendo-se de perguntar ao cliente se é isto que ele realmente deseja. Atenção à maneira de medir a produtividade de uma fábrica.
Os japoneses também perceberam a existência de um sistema de metas que recompensava os gerentes que produziam peças de qualquer jeito, mantendo os funcionários e os equipamentos ocupados. Tal sistema resultava em superprodução, fluxo descontínuo e itens defeituosos escondidos no meio dos grandes lotes, que permaneciam desaparecidos por semanas (aparecendo somente após os gestores serem avaliados).
Plantas inteiras operavam desorganizadas e fora de controle. Viam-se inúmeros guindastes, caminhões e empilhadeiras, transportando materiais por toda parte, o que fazia a fábrica ser muito parecida com um armazém gigante.  Pelos relatos, a viagem de benchmark transformou-se numa viagem em que ficou claro o quanto iriam ganhar, caso conseguissem implantar os ensinamentos do Deming e do Juran.
Taiichi Ohno que continuou a melhorar o processo posto em prática por Toyota, credita suas contribuições ao STP a dois conceitos principais, o primeiro conceito do livro de Henry Ford Today and Tomorrow, era a linha de montagem em movimento que providencia as bases para a produção e os sistemas de montagem usadas na STP. O segundo conceito eras as opções de supermercado que observou durante sua visita aos Estados Unidos em 1956 que providenciava alimentação contínua. O supermercado deu a Ohno a ideia de um sistema de tração onde cada processo de produção provê para o processo seguinte de forma ininterrupta.
O Sistema Toyota de Produção foi ser reconhecido internacionalmente apenas em 1990, com um estudo realizado por pesquisadores do MIT a cerca da indústria automobilística.
A ideia central é maximizar o valor do cliente e minimizar o desperdício. Simplesmente lean significa criar mais valor para clientes com menos recursos.
Uma organização enxuta entende o valor do cliente e concentra seus principais processos para aumentá-lo continuamente. O objetivo final é fornecer valor perfeito ao cliente por meio de um processo perfeito de criação de valor que não desperdiça nada.
Para conseguir isso, o pensamento enxuto muda o foco do gerenciamento de otimizar tecnologias separadas, ativos e departamentos verticais para otimizar o fluxo de produtos e serviços por meio de fluxos de valor inteiros que fluem horizontalmente entre tecnologias, ativos e departamentos até os clientes.
Eliminar o desperdício ao longo de todo o fluxo de valor, em vez de pontos isolados, cria processos que exigem menos esforço humano, menos espaço, menos capital e menos tempo para fabricar produtos e serviços a custos muito menores e com muito menos defeitos, em comparação com sistemas tradicionais de negócios. As empresas são capazes de responder às mudanças nos desejos dos clientes com alta variedade, alta qualidade, baixo custo e com tempos de processamento muito rápidos. Além disso, o gerenciamento de informações se torna muito mais simples e preciso.
O Lean Manufacturing tornou-se conhecido em todo o mundo graças ao best seller “A máquina que mudou o mundo”, livro em que são descritos os aspectos que levaram ao sucesso do sistema de produção da Toyota. Nos anos oitenta, Lean Manufacturing também obteve uma base na América. Isto foi parcialmente causado pela cooperação entre a Toyota e a General Motors, que construíram uma fábrica em conjunto. Ele durou até o final dos anos oitenta, no início dos anos noventa, antes que as empresas americanas também desejassem ser chamadas de “Lean Manufacturers”.

## Qual a definição do Sistema Toyota para Ohno?
Em seu livro, The Toyota Production System, Beyond Large-Scale Production, (Productivity Press, 1988), quando perguntado o que a Toyota estava fazendo, Ohno diz:
Além desta discussão, há pouco que o levaria a acreditar que este é um modelo de negócios. Não há discussões de mercados e partes de mercado, sem discussão de ações e ganhos por ação, sem discussões de retornos e retorno sobre o investimento; apenas essa discussão sobre o princípio do fluxo de caixa, ou mais claramente, como usar a fabricação para melhorar o fluxo de caixa. Ele não tem outras discussões financeiras, nem mesmo os cálculos para justificar projetos de fabricação. O TPS não é claramente um sistema de negócios; é um sistema de produção.

## Quais os conceitos revolucionários no TPS?
Para apreciar o TPS e seu gênio, vale a pena ver alguns dos seus conceitos mais revolucionários.
- Fornecer valor ao cliente
- Reduzir os prazos de entrega
- Concentrar-se na eliminação absoluta de desperdícios; especialmente o desperdício de inventário

Nenhum desses conceitos são novos, mas alguns aspectos do TPS são atacados com tal fervor religioso que eles parecem quase uma singularidade do TPS. Muitas empresas, muito antes de o TPS se tornar popular, atacaram uma ou mais dessas questões, mas nenhuma as embalou de forma tão integrada. Tampouco o atacam com tanta mentalidade como é visto no TPS.

## Princípios
Os princípios subjacentes, chamados a Toyota Way, foram delineadas pela Toyota como segue:
Melhora contínua
Os princípios de melhorias contínuas incluem o estabelecimento de uma visão a longo prazo  objetivando o confronto com desafios, a inovação contínua e a procura da causa dos problemas::45
- Desafio  (Formamos uma visão de longo prazo, enfrentamos os desafios com coragem e criatividade para realizar nossos sonhos.)
- Kaizen  (Melhoramos nossas operações de negócios de forma contínua, motivados pela inovação e evolução.)
- Genchi Genbutsu  ("Vá e veja", vamos até a fonte para encontrar os fatos e tomar decisões corretas.)

Respeito às pessoas
Os princípios relacionados ao respeito às pessoas incluem modos de desenvolver o respeito e o trabalho em grupo::45
- Respeito (Respeitamos o outro, fazemos todos os esforços para entender um ao outro, assumimos a responsabilidade e fazemos o nosso melhor para construir confiança mútua.)
- Trabalho em equipe  (Estimulamos o crescimento pessoal e profissional, compartilhamos oportunidades de desenvolvimento e maximizamos o desempenho individual e da equipe)
- Definição de valor que é identificar a percepção de valor na ótica do seu cliente.

## Criticismo
O STP enfatiza o uso de kanbans e estoque mínimos, mas apenas tentar a redução de estoque sem considerar outros fatores pode ter consequência sérias, o sistema é agora, muito vulnerável a disrupções, assim, um grande estoque esconde problemas em potenciais como fornecedores não confiáveis, perda de sucata, quebras de máquinas etc., a medida que o estoque diminui, esses problemas ficam visíveis e força o gerenciamento a solucionar esses problemas. Sendo assim, a chave é resistir à redução de estoque muito rapidamente, resolvendo os problemas a medida que aparecerem.:123